# Mycodiplosis heterosaetosa
Mycodiplosis heterosaetosa är en tvåvingeart som beskrevs av Holz 1970. Mycodiplosis heterosaetosa ingår i släktet Mycodiplosis och familjen gallmyggor.
Artens utbredningsområde är Tyskland. Inga underarter finns listade i Catalogue of Life.